# Grimmia molesta
Grimmia molesta là một loài Rêu trong họ Grimmiaceae. Loài này được J. Muñoz mô tả khoa học đầu tiên năm 1999.